# Anne Stallybrass
| Anne Stallybrass                          | Anne Stallybrass                          |
| Kattints az alábbi külső linkek egyikére! | Kattints az alábbi külső linkek egyikére! |
| ----------------------------------------- | ----------------------------------------- |
| Nem található szabad kép.(?)              |                                           |
| külső link · jogvédett                    | Képe az 1980-as évekből                   |

Jacqueline Anne Stallybrass (Westcliff-on-Sea, Essex, 1938. december 4. – 2021. július 3.) angol színpadi és televíziós színésznő, Peter Gilmore harmadik felesége. Legismertebb televíziós szerepei Jane Seymour alakítása a VIII. Henrik hat felesége c. tévésorozatban (1970), Anna Strauss megformálása A Strauss családban (1972) és Anne Onedin szerepe Az Onedin család sorozatban (1971–1972).

## Élete

### Származása, tanulmányai
Az essexi Westcliff-on-Sea-ben született, édesapja Edward Lindsay Stallybrass (1905–1990), édesanyja Annie Isobel Peacock (1911–1981) volt, akik 1933-ban házasodtak össze London Hackney kerületében.
Szülővárosában, Westcliffben járta ki a St Bernard’s kolostor iskoláját. Utána három éven át a Royal Academy of Music zenei és előadói konzervatóriumban tanult, itt elnyerte a drámai tagozat aranyérmét.

### Színésznői pályája
Hivatásos színművésznői működését repertoár-színházaknál kezdte. Több éven át dolgozott a kenti Folkestone-ban, Arthur Brough színtársulatában, majd Nottinghambe, innen Sheffieldbe szerződött.
Első televíziós szerepét 1963-ban a Sergeant Cork c. tévésorozatban kapta, 1964-ben szerepelt a George Orwell „A fikusz és az Antikrisztus” c. regényéből készült Keep the Aspidistra Flying című filmsorozatban. 1967-ben megjelent Sásdy Péter rendező Üvöltő szelek tévésorozatában és Drakula grófnő c. filmjében.
Legismertebb televíziós szerepeit két történelmi tévésorozatban játszotta el. 1972-ben a BBC által bemutatott VIII. Henrik hat felesége sorozatban Jane Seymour királynét alakította. A nemzetközi sikert hozó 1971–1972-es Az Onedin család sorozatban Anne Webstert, a címszereplő Onedin kapitány (Peter Gilmore) filmbeli feleségét és üzlettársát játszotta. Később a  való életben is Gilmore élettársa, majd felesége lett. Főszerepet kapott Robert Knight 1971-es Long Voyage Out of War c. sorozatában, Mike Pratt partnereként. 1972-ben A Strauss család című angol-amerikai sorozatban Anna Streimet, id. Johann Strauss (Eric Woofe) feleségét, ifj. Johann Strauss (Stuart Wilson) anyját játszotta.
1973-ban jelölték a legjobb színésznőnek járó BAFTA-díjra, Az Onedin családban és A Strauss családban nyújtott alakításaiért. Ugyancsak 1973-ban mesemondóként szerepelt a BBC Jackanory című gyermekműsor-sorozatában. 1992-ben II. Erzsébet királynőt alakította a Diana igaz története című tévédrámában, amely Andrew Morton Diana hercegnéről írt hasonló című életrajza alapján készült. 1999-ben szerepelt a Kisvárosi gyilkosságok bűnügyi sorozat egyik epizódjában is. Életkorának előrehaladtával kevesebb szerepet vállalt, utoljára Brian Percival rendező 2015-ben bemutatott filmdrámájában, A Song for Jenny-ben szerepelt, amely a 2005-ös londoni terrortámadás emberi tragédiáit mutatja be. 2021-ben hunyt el Londonban.

### Magánélete
Kétszer ment férjhez, gyermeke nem születhetett. Első házasságát 1963-ban Nottinghamban kötötte Roger Rowland (1935–2011) színész kollégájával. 1972 körül különváltak, majd hivatalosan is elváltak. Anne Stallybrass Az Onedin család forgatásán (1971) ismerkedett össze Peter Gilmorere-ral (1931–2013), akivel szerepeik szerint férjet és feleséget játszottak. Ebben az időben Gilmore második házassága Jan Waters színésznővel már szétesőben volt. Stallybrass és Gilmore, akik a forgatás során szoros barátságot kötöttek, fokozatosan egymásba szerettek. 
Amikor Onedin-béli színésznőtársának, Jessica Bentonnak (a sorozatban ő volt Elizabeth Onedin, James kapitány húga) 1975-ben megszületett Ella Waite nevű leánygyermeke, a kislány keresztanyaságát Stallybrass vállalta. 1976-ban Gilmore is elvált feleségétől, és rövidesen összeköltözött Stallybrassszal. 
Egy évtizednyi együttélés után, 1987-ben a pár házasságot kötött, amely Gilmore haláláig, 2013-ig fennmaradt. A Gilmore–Stallybrass házaspár London Barnes kerületében élt, de megvásároltak egy vidéki házat is a devoni Dartmouth-ban, mely korábban az Onedin-film több jelenetéhez szolgált helyszínül, ezt Onedin-háznak nevezték el.
Férje, Peter Gilmore teljes vagyonát (1,2 millió font értéket) özvegyére, Stallybrassra hagyta. Első feleségét, Una Stubbsot és közös, örökbe fogadott fiukat, Jasont kihagyta a kedvezményezettek közül.

## Főbb filmszerepei
- 1964: Sergeant Cork, tévésorozat; Parson
- 1965: Keep the Aspidistra Flying, tévésorozat (George Orwell-adaptáció); Rosemary
- 1967: Üvöltő szelek (Wuthering Heights), tévésorozat; Ellen
- 1969: Dixon of Dock Green, tévésorozat; Mary Brown
- 1970: Copperfield Dávid, tévéfilm, Martha
- 1970: VIII. Henrik hat felesége (The Six Wives of Henry VIII), tévé-minisorozat; Jane Seymour
- 1970: Drakula grófnő (Countess Dracula); várandós asszony
- 1971: Long Voyage Out of War, tévésorozat, Anna
- 1969–1971: Z Cars, tévésorozat; Mrs. Bell / Pat Langley
- 1972: A Strauss család (The Strauss Family); Anna Streim / Anna Strauss
- 1971–1972: Az Onedin család (The Onedin Line), tévésorozat; Anne Webster / Anne Onedin
- 1973: Jackanory, tévésorozat, önmaga, mesemondó
- 1975: The Firefighters, tévéfilm, Mrs Grant
- 1977: This Year Next Year, tévésorozat; Gentle Schofield Shaw
- 1977: The Peppermint Pig, tévésorozat; Emily Greengrass
- 1978: The Mayor of Casterbridge, tévéfilm; Susan
- 1980: Very Like a Whale; Sir Jock nővére
- 1981: Misfits, tévésorozat; Liz Ridgeway
- 1982: Éjszakai átkelés (Night Crossing); Magda Keller
- 1983: Crown Court, tévésorozat; Jennifer Howard
- 1983: Partners in Crime, tévéfilm; Mrs Honeycott
- 1987–1989: Flying Lady, tévésorozat; Jean Bradley
- 1991: Agatha Christie: Poirot, tévésorozat; „Mi nyílik a kertedben?” című rész; Mary Delafontaine
- 1992: The Old Devils, tévésorozat; Muriel Thomas
- 1992: Diana igaz története (Diana: Her True Story), tévéfilm; II. Erzsébet királynő
- 1994: Baleseti sebészet (Casualty), tévésorozat; Sheila Hocknall
- 1993–1998: Heartbeat, tévésorozat; Eileen Reynolds
- 1999: Kisvárosi gyilkosságok (Midsumer Murders); „Strangler’s Wood” epizód; Emily Meakham
- 2000: My Fragile Heart, tévésorozat; Sandra Park
- 2002: Gyilkos ösztön (Murder in Mind), tévésorozat; Mary Wilsher
- 2015: A Song for Jenny; anya